# Blues Flowers
Blues Flowers – polski zespół bluesowy. 

## Historia
Został założony wiosną 1993 roku w Poznaniu przez Roberta Grześkowiaka, Macieja Kręca i Pawła Kuśnierka. Latem 1993 roku, do zespołu dołączył Jarosław Jaromi Drażewski, a latem 1994 roku, do zespołu dołączył Henryk Szopiński.

## Dyskografia
Albumy
- 1994 Koncert 100%
- 1997 Nie będę grzecznym chłopcem
- 2003 Spoko Wodza
- 2005 bluesmenty
- 2008 Smacznego!
- 2017 Kryminał

Single
- 2002 Gdybym tylko mógł
- 2003 Nie będę grzeczną dziewczynką
- 2003 Cieszymy się jak dzieci
- 2004 Bo mnie nie o to szło
- 2005 Trabant blues
- 2006 Łojotok z plastiku
- 2007 Syrenka blues
- 2010 Blues o Zenonie L. (+ Joanna Kołaczkowska)
- 2017 Kryminalny

Kompilacje
- 1997 Encyklopedia Muzyki Popularnej - Blues w Polsce
- 2008 Antologia Polskiego Bluesa - blues mieszka w Polsce
- 2010 Smooth Jazz po polsku
- 2011 Bez cenzury

## Nagrody i wyróżnienia
| Rok  | Kategoria        | Tytułem    | Nagroda        | Nota      | Źródło |
| ---- | ---------------- | ---------- | -------------- | --------- | ------ |
| 2009 | Album roku blues | Smacznego! | Fryderyki 2009 | Nominacja | [ 1 ]  |